# ایستگاه راه‌آهن رامفورد
ایستگاه راه‌آهن رامفورد (انگلیسی: Romford railway station) یک ایستگاه راه‌آهن در لندن، انگلستان است که جزئی از خط رامفورد تا آپمینستر (متروی زمینی لندن) و تی‌اف‌ال ریل و خط اصلی بزرگ شرقی (راه‌آهن انگلستان) می‌باشد.
این ایستگاه که در ناحیه رامفورد قرار دارد در سال ۱۸۳۹ میلادی تأسیس شده است.